# Mario Guilloti
Mario Guilloti est un boxeur argentin né le 20 mai 1946 à Chacabuco et mort le 25 août 2021.

## Carrière
Il participe aux Jeux olympiques d'été de 1968 et remporte la médaille de bronze dans la catégorie des poids welters.

## Référence
1. ↑  https://semanariodejunin.com.ar/nota/20419/murio-mario-omar-guilloti/
2. ↑  (en) Résultats des Jeux olympiques 1968 (amateur-boxing.strefa.pl)